# Université de Thames Valley
L'université de Thames Valley (en anglais : Thames Valley University) est une ancienne université publique anglaise située dans plusieurs villes de l'ouest de Londres. 
Fondée en 1990 comme Polytechnic of West London par la fusion de plusieurs établissements, elle accède au statut d'université en 1992. 
En 2010, elle prend le nom de University of West London.